# Rue Copernic (Uccle)
Pour les articles homonymes, voir Rue Copernic.
La rue Copernic (en néerlandais Copernicusstraat) est une voie bruxelloise de la commune d'Uccle.

## Situation et accès
Cette rue relie l'avenue de Saturne à l'avenue Latérale en passant par l'avenue de l'Observatoire et l'avenue Albert Lancaster.
La numérotation des habitations s'échelonne de 5 à 125 pour le côté impair et de 2 à 70 pour le côté pair.

## Origine du nom
La rue porte le nom du célèbre astronome polonais, Nicolas Copernic, né le 19 février 1473 et décédé le 24 mai 1543.

## Bâtiments remarquables et lieux de mémoire
- n° 46 : Ateliers pédagogiques La Palette des Arts